# Монтегроссо-д’Асти
Монтегроссо-д’Асти (итал. Montegrosso d'Asti) — коммуна в Италии, располагается в регионе Пьемонт, в провинции Асти.
Население составляет 2175 человек (2008), плотность населения составляет 139 чел./км². Занимает площадь 16 км². Почтовый индекс — 14048. Телефонный код — 0141.
Покровителем населённого пункта считается святой Рох.

## Демография
Динамика населения:

## Администрация коммуны
- Официальный сайт: http://www.comune.montegrossodasti.at.it/